# Soviet Jeans
Soviet Jeans (títol original en letó, Padomju džinsi) és una sèrie de televisió letona del 2018 dirigida per Juris Kursietis i Staņislavs Tokalovs. L'argument se centra en la història d'en Renārs (Kārlis Arnolds Avots), un fervent fan del rock and roll, que, en un moment en què la propaganda més ferotge contra la cultura occidental s'estava estenent per tota l'URSS, acaba en un hospital psiquiàtric de Letònia i funda una fàbrica de texans clandestina que va acabar sent un èxit. El 2024 se'n va anunciar una segona temporada. S'ha subtitulat al català.
La sèrie va ser nominada a dotze categories dels premis Lielais Kristaps, de les quals va guanyar el premi a millor sèrie, millor actor protagonista i millor guió.
La sèrie es va incloure al mercat de sèries del Festival Internacional de Cinema de Berlín de 2024, i seleccionada com una dels dotze creacions de la secció Panorama internacional del festival Séries Mania.